# Округ Бонд (Илиноис)
Бонд (енгл. Bond County) је округ у америчкој савезној држави Илиноис.

## Демографија
По попису из 2010. године број становника је 17.768, што је 135 (0,8%) становника више него 2000. године.
| Група             | 2000.          | 2010.          |
| Белци             | 15.841 (89,8%) | 15.797 (88,9%) |
| Афроамериканци    | 1.306 (7,4%)   | 1.080 (6,1%)   |
| Азијати           | 46 (0,3%)      | 68 (0,4%)      |
| Хиспаноамериканци | 253 (1,4%)     | 547 (3,1%)     |
| Укупно            | 17.633         | 17.768         |